# Chiesa di Sant'Elisabetta della Visitazione
La chiesa di Sant'Elisabetta della Visitazione si trova a Siena in via dei Rossi; è l'oratorio della Casa Madre delle Sorelle dei Poveri di Santa Caterina da Siena, in cui si venera il corpo della fondatrice, la beata Savina Petrilli.

## Storia
La chiesa è inglobata nell'edificio che costituisce il convento delle religiose. La struttura risale al 1680, ma quello che si vede oggi fu fatto costruire a fine ottocento dalla beata Savina Petrilli a compimento dell'annessa casa religiosa, sede dell'Ordine delle Sorelle dei poveri di Santa Caterina da Siena da lei fondato nel 1873. L'edificio fu iniziato nel 1884 su disegno di Agenore Socini e compiuto nel 1901.

## Descrizione

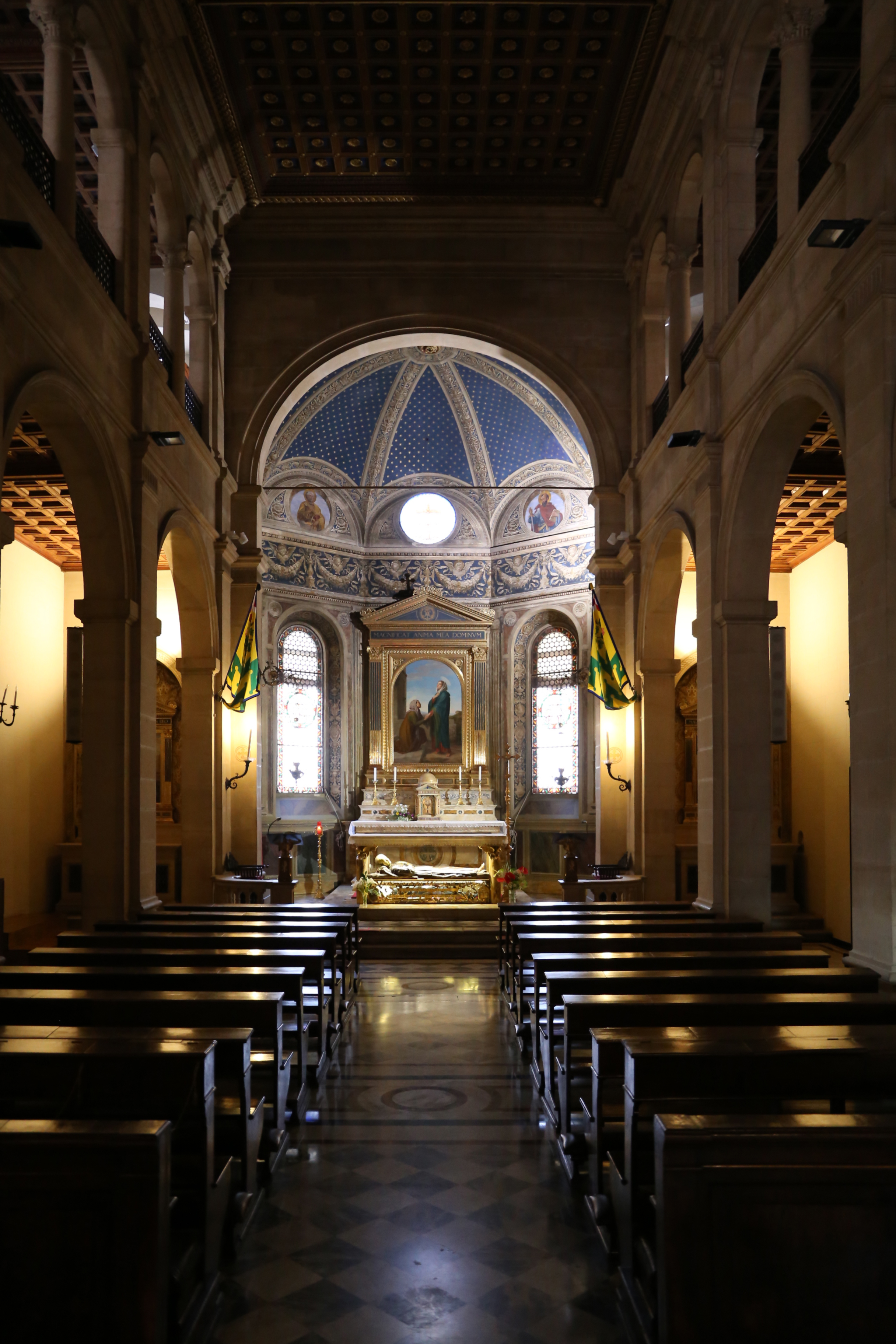
L'interno

La piccola chiesa tardo-ottocentesca ha la facciata inglobata nel muro del palazzo in cui è stata costruita. L'interno presenta un luminoso schema basilicale neocinquecentesco con tre navate, abside e matronei
La decorazione fu curata da Alessandro Franchi, al quale si debbono il San Giuseppe (parete di fondo della navata sinistra), la Visitazione (pala d'altare) e le Stimmate di santa Caterina da Siena (parete di fondo della navata destra), quest'ultima eseguita in collaborazione con la moglie Luisa Mussini, autrice anche del Sant'Antonio di Padova nell'omonima cappellina. Nel 1988 la fondatrice Madre Savina Petrilli fu beatificata dal papa Giovanni Paolo II. In quest'occasione furono eseguiti i lavori di adeguamento liturgico dell'area presbiterale della chiesa, realizzati anche per ospitare sotto l'altare il corpo della beata Savina. Il nuovo altare fu realizzato in marmo giallo e bronzo e conserva al suo interno il corpo incorrotto della beata.